# Tupaia moellendorffi
Tupaia moellendorffi é uma espécie de mamífero arborícola da família Tupaiidae. Endêmica das Filipinas, onde é encontrada nas ilhas de Cuyo, Culion e Busuanga.